# Cloé Mehdi
Pour les articles homonymes, voir Mehdi.
Cloé Mehdi, née en 1992, est une femme de lettres française originaire de la région lyonnaise, autrice de romans noirs.

## Biographie
Cloé Mehdi est née au printemps 1992. Elle commence à écrire au collège pour faire passer le temps plus vite. Il s’ensuit Monstres en cavale, son premier roman, qui reçoit le prix de Beaune 2014. Puis, avec Rien ne se perd, elle reçoit le prix Étudiant du polar 2016, le prix Dora Suarez 2017,  le prix Mystère de la critique 2017, le prix Blues & Polar, le prix Mille et Une feuilles Noires.

## Œuvre

### Romans
- Monstres en cavale, Éditions du Masque, coll. « Masque poche » no 41 (2014)  (ISBN 978-2-7024-4093-3)
- Rien ne se perd, Éditions Jigal, coll. « Polar » (2016)  (ISBN 979-10-92016-70-3)
- Cinquante-trois présages, Éditions du Seuil (2021)

### Nouvelle
- Je suis pas Paris in Banlieues parisiennes Noir, chez Asphalte éditions, coll. « Asphalte Noir (Nouvelles noires) » (2019)  (ISBN 978-2-918767-86-2)

## Prix et distinctions

### Prix
- Prix du premier roman de Beaune 2014 pour Monstres en cavale[1]
- Prix Étudiant du polar 2016 pour Rien ne se perd[2]
- Prix Mystère de la critique 2017 pour Rien ne se perd[3],[4]
- Prix du Jury de l'Association Dora-Suarez 2017 pour Rien ne se perd[5]
- Coup de cœur du festival Blues & Polar 2017 pour Rien ne se perd[6].
- Prix Mille et Une Feuilles Noires 2017 pour Rien ne se perd
- Trophée 813 2017 du meilleur roman pour rien ne se perd[7]
- Prix France Bleu Polar Poche 2018 pour Rien ne se perd[8]

### Nominations
- Prix Ancres Noires 2017 pour Rien ne se perd[9]
- Prix Mauves en Noir 2017 pour Rien ne se perd
- Prix Récits de l'Ailleurs 2017 pour Rien ne se perd
- Dagger for Crime Fiction in Translation 2024 pour Rien ne se perd (Nothing Is Lost)[10]